# Pteropsaron
Pteropsaron es un género de peces actinopeterigios marinos, distribuidos por aguas del océano Pacífico y oeste del océano Índico, de comportamiento demersal.

## Especies
Existen nueve especies reconocidas en este género:
- Pteropsaron dabfar Iwamoto, 2014
- Pteropsaron evolans Jordan y Snyder, 1902
- Pteropsaron heemstrai Nelson, 1982
- Pteropsaron incisum Gilbert, 1905
- Pteropsaron levitoni Iwamoto, 2014
- Pteropsaron longipinnis Allen y Erdmann, 2012
- Pteropsaron natalensis (Nelson, 1982)
- Pteropsaron neocaledonicus Fourmanoir y Rivaton, 1979
- Pteropsaron springeri Smith y Johnson, 2007